# Жабка (Луцький район)
Жа́бка — село в Україні, у Луцькому районі Волинської області. Входить до складу Луцької міської громади. Населення становить 239 осіб.

## Історія
У Олександра Цинкаловського говориться наступне: «В 16 столітті Жидичин і його монастир були найбагатшими з усіх тодішніх волинських монастирів. Належала до цього монастиря ціла волость над р. Стиром, що складалася з сіл: Боголюби, Буремель, Невзлє, Пальча, Підгайці, Рикані, Сапогів, Жабка і Жидичин, як рівнож в торговицькій волості село Родьків».
У праці «Słownik geograficzny Królestwa Polskiego i innych krajów słowiańskich» підтверджується думка Олександра Цинкаловського: «Жабка, село Луцького повіту, на північний схід від Жидичина, колись було власністю Жидичинського монастиря».
Стосовно самого села Жабки, то той же дослідник пише про неї: «Жабка, село Луцького повіту, Рожищанська волость, знаходилася в 13 км від Луцька. В кінці 19 століття там було 20 домів і 128 жителів».
У праці Історії міст і сіл говориться, що в 1970 році Прилуцькій сільській раді були підпорядковані село Дачне, Жабка і Сапогове.
6 травня 2013 року митрополитом Луцьким і Волинським Михаїлом був освячений хрест в селі Жабка, де буде будуватися храм на честь святого великомученика Юрія Переможця.
27 грудня 2015 року в селі Жабка Митрополит Луцький і Волинський Михаїл освятив храм на честь великомученика Юрія Переможця та очолив Божественну літургію.
Село входило до складу Прилуцької сільської ради Ківерцівського району Волинської області. 27 липня 2019 року під час громадських слухань жителі Жабки проголосували за приєднання до Луцька. 
25 вересня Луцька міська рада ухвалила рішення добровільно приєднати села Жабка, Прилуцьке, Дачне і Сапогове до територіальної громади Луцька.
25 жовтня 2019 село Жабка офіційно приєдналось до Луцької міської громади.
12 червня 2020 року, згідно з розпорядженням Кабінету Міністрів України  № 708-р, село увійшло до складу Луцької міської громади.

## Населення
Згідно з переписом УРСР 1989 року чисельність наявного населення села становила 245 осіб, з яких 106 чоловіків та 139 жінок.
За переписом населення України 2001 року в селі мешкало 238 осіб.

### Мова
Розподіл населення за рідною мовою за даними перепису 2001 року:
| Мова       | Відсоток |
| ---------- | -------- |
| українська | 99,58 %  |
| російська  | 0,42 %   |